# Colobothina
Colobothina is een kevergeslacht uit de familie van de boktorren (Cerambycidae). De wetenschappelijke naam van het geslacht werd voor het eerst geldig gepubliceerd in 1990 door Hovore.

## Soorten
Colobothina is monotypisch en omvat slechts de volgende soort:
- Colobothina perplexa Hovore, 1990